# Stella Ilboudo
Stella Ilboudo (* 10. September 1993 in Ouagadougou) ist eine Fußballnationalspielerin aus Burkina Faso.

## Karriere
Ilboudo steht in der höchsten Spielklasse Burkina Faso's beim Danta AC Dédougou unter Vertrag. Sie gewann mit ihrer Mannschaft in der Saison 2009/2010 den Meistertitel der 1ère Division.

### International
Ilboudo wurde im Februar 2014 erstmals und gemeinsam mit der Danta-AC-Vereinskameradin Clémence Yamponi in die A-Nationalmannschaft von Burkina Faso berufen. Sie feierte im Spiel gegen die Ghanaische Fußballnationalmannschaft der Frauen, bei einer 0:3-Niederlage gegen die Black Queens ihr Länderspieldebüt.

## Persönliches
Neben ihrer Sportkarriere arbeitet Ilboudo für den Mobilfunkanbieter Airtel Burkina Faso.